# 盐井河
盐井河（又名毛坝河），是中国长江流域的一条河流，汇入东河，属于嘉陵江水系。河长150千米，流域面积1370平方千米，多年平均流量36立方米每秒。自然落差1791米。